# Ilfenspitzen
Die Ilfenspitzen  sind ein Berg mit Doppelgipfel in der Hornbachkette der Allgäuer Alpen. Den Hauptgipfel bildet die 2552 Meter hohe Nördliche Ilfenspitze, den zweiten Gipfel stellt die Südliche Ilfenspitze (2535 m) dar.

## Lage und Umgebung
Die Ilfenspitzen liegen im österreichischen Bundesland Tirol. Über die Gipfel verläuft die Grenze der Gemeindegebiete von Elbigenalp im Süden und Hinterhornbach im Norden.
Der Berg erhebt sich in der Hornbachkette, die nach Süden durch das Lechtal und nach Norden durch das Hornbachtal begrenzt ist. Der Westgrat des Nordgipfels ist über die Marchscharte (2416 m) mit der Marchspitze (2609 m) verbunden, der Referenzpunkt für die Schartenhöhe, die somit 136 Meter beträgt. Auch für die Dominanz dient die Noppenspitze als Referenz, sie beträgt 1,0 Kilometer. Zwischen den beiden Gipfel liegt eine trennende Scharte, die einen Höhenunterschied von 105 Metern bedingt, was die Schartenhöhe des Südgipfels ist. Dessen Dominanz beträgt 0,2 Kilometer.
Von den Ilfenspitzen nach Süden zieht ein Grat der Birgerkar im Westen und Wolfebnerkar im Osten trennt. Nach Norden hinab ins Hornbachtal befindet sich das Ilfenkar. In der Nordflanke befinden sich auch kleine, unbenannte Gletscher.

## Geologie
Die Ilfenspitzen sind aus dem brüchigen Hauptdolomit aufgebaut. Dieser lagert auf einem Sockel aus Lias-Fleckenmergel.

## Namensherkunft
Die Benennung des Berges dürfte vom Hornbachtal aus erfolgt sein, da sich hier auch das Ilfenkar befindet. Allerdings ist die Namensherkunft ungeklärt. Im Jagdbuch des Kaisers Maximilian wird um das Jahr 1500 ein Vflein erwähnt.

## Erschließungsgeschichte
Erstmals bestiegen wurde der Nordgipfel durch Chr. Wolff im Jahr 1892. Eine vorherige Besteigung durch Einheimische kann jedoch nicht ausgeschlossen werden. Die Erstbesteigung des Südgipfels erfolgte im Jahr 1900 über den Südgrat durch von Cube mit Begleitern, ebenso wie der Westgrat zum Nordgipfel. Er durchstieg 1901 mit seinem Begleiter Sauer die Westwand des Südgipfels. Den Nordgrat des Nordgipfels begingen 1909 zum ersten Mal G. Leuchs und Gmünd. Die Südostwand des Südgipfels wurde 1920 durch Kadner und seine Begleiter durchklettert.

## Besteigung

### Normalweg
Stützpunkt für die nicht markierte Besteigung der Ilfenspitzen ist die Hermann-von-Barth-Hütte (2129 m). Von ihr führt Weg 432 nach Westen ins Birgerkar, wo der Düsseldorfer Weg zur Marchscharte abzweigt. Von diesem geht der Weg zu den Gipfeln auf Pfadspuren ab. Über Schrofen der Schwierigkeit I wird der Nordgipfel erreicht.
Den Südgipfel kann man über den Südgrat im II. Grad besteigen. Hier führt der Weg durch das Wolfebnerkar zum Südgrat und auf diesem empor zum Gipfel.

### Klettern
An den Ilfenspitzen existieren auch einige Kletterrouten. Im III. Grad bewegt sich die Südostverschneidung des Südgipfels. Knapp den IV. Grad hat der Ostgrat des Südgipfels. Für die Nord- und Südostwand des Südgipfels muss der IV. Grad bzw. IV+ geklettert werden.